# Стелиос Халкиас
Стелиос Халкиас (на гръцки: Στέλιος Χαλκιάς) е гръцки шахматист, международен гросмайстор.

## Биография
В периода между 1992 и 2000 г. представя своята роднина на световните и европейски първенства за юноши в различни възрастови групи. В 1992 г. остава на второ място зад Петер Ач на европейското до 12 години в словашкия град Римавска Собота, поделяйки позицията си с хърватина Хървое Стевич. През 1997 г. поделя 1 – 5 м. на европейското до 18 години в Талин, а на световното до 18 години в Ереван – 2 – 3 м. зад Руслан Пономарьов.
През август 1999 година спечелва откритото холандско първенство за юноши, родени през или след 1980 година. Два месеца по-късно заема трето място на европейското първенство за юноши до 20 години.
Халкиас постига няколко успеха в гръцкото индивидуално първенство. През 2000 година спечелва бронзов медал. През 2002 година става вицешампион.
През 2003 година става бронзов медалист с отбора „С.О. Кавалас“ от гръцкото отборно първенство в Калитея.
През 2008 година спечелва откритото първенство на Гърция с резултат 7 точки от 9 възможни. След последния кръг дели първата позиция с Александър Граф, но гръцкият шахматист става краен победител, заради по-добър Бухолц коефициент.

## Турнирни резултати
- 2000 – Танта (2 м. с резултат 6,5 точки от 9 възможни и първа гросмайсторска норма; победителят Александър Берелович приключва състезанието със същия точков актив)[7]
- 2001 – Анталия (1 м.), Патрас (1 м.)
- 2002 – Панчево (1 м. на „Мемориал Миливой Петров“ с резултат 8 точки от 11 възможни)[8]
- 2003 – Терме Зрече (3 м. на „Мемориал Милан Видмар“ с резултат 4,5 точки от 9 възможни; група от общо четирима шахматисти има този точков актив и местата в крайното класиране са разпределени според допълнителни показатели)[9]
- 2006 – Кавала (2 м. на „Кавала Опен“ с резултат 7 точки от 9 възможни; същият брой точки имат победителя Дмитри Светушкин и третия Юри Дроздовски)[10], Бад Визе (1 м. с резултат 7,5 точки от 9 възможни; Александър Шабалов има същия точков актив, но остава втори)[11]
- 2008 – Гронинген (3 м. с резултат 6,5 точки от 9 възможни; след последния кръг има еднакъв точков актив с шахматистите Димитриос Мастровасилис, Сипке Ернст, Ахмед Адли и Давит Бобзханидзе, но местата в крайното класиране са определени по системата „Бухолц“)[12]; Вършац (1 – 2 м. на „Бора Костич Мемориал“ с Никола Седлак и резултат 6 точки от 9 възможни)[13]

## Участия на шахматни олимпиади
Участва на четири шахматни олимпиади. Изиграва 39 партии, в които постига 13 победи и 14 ремита. Средната му успеваемост е 51,3 процента. През 2004 г. завършва реми с Иван Чепаринов на олимпиадата в Калвия.
| Година | Организатор | Отбор  | Класиране (отборно) | Дъска         |
| 2000   | Истанбул    | Гърция | 20                  | Първа резерва |
| 2002   | Блед        | Гърция | 25                  | Трета         |
| 2004   | Калвия      | Гърция | 11                  | Трета         |
| 2006   | Торино      | Гърция | 22                  | Първа резерва |
| 2008   | Дрезден     | Гърция | 24                  | Четвърта      |

## Участия на европейски отборни първенства
Халкиас участва на пет европейски отборни първенства. Изиграва 25 партии, като постига 8 победи и 11 равенства. Средната му успеваемост е 54 процента. В Пловдив постига реми с Васил Спасов, а в Гьотеборг губи партията си срещу българина.
| Година | Организатор | Отбор  | Класиране (отборно) | Дъска         |
| 2001   | Леон        | Гърция | 8                   | Първа резерва |
| 2003   | Пловдив     | Гърция | 18                  | Втора         |
| 2005   | Гьотеборг   | Гърция | 4                   | Четвърта      |
| 2007   | Ираклион    | Гърция | 14                  | Втора         |